# 割り勘のジレンマ
割り勘のジレンマ（わりかんのジレンマ、英語: Unscrupulous diner's dilemma、diner's dilemma）は、ゲーム理論におけるゲームの1つ。囚人のジレンマを2人以上のマルチプレイヤーに拡張したもの。社会的ジレンマの例とされる。
1994年、ナタリー・グランス（Natalie Glance）とバーナード・ハバーマン（Bernardo Huberman）が『サイエンティフィック・アメリカン』に「The dynamics of social dilemmas」として論文を発表した。

## ゲームの基本
「あなた」は大勢の友人たちといっしょにレストランへ行く。注文はそれぞれが自分の食べる料理を注文するが、支払いは割り勘で行われることで合意が取れている。そのレストランには、値段が安い簡素なパスタもあれば、高価なフィレステーキまで、豊富な種類を提供している。
また、味（客の満足度）は料理の価格に比例するが、値段の上昇分ほどは満足度は上がらない。「あなた」と友人たちは、皆、パスタよりもステーキを好む（この2点は囚人のジレンマに似せるための制限である）。
もし、全員が高価なステーキを注文したら、全体として支払い金額も高くなる。「あなた」が安価なパスタを注文すれば全体としての支払いはその分、安くなり、みんなのためになる。逆に、「あなた」がステーキを注文し、他のみんながパスタだったら、「あなた」は豪華な食事を半値以下で食べることができるかもしれない。更には、「あなた」がパスタを注文し、他のみんながステーキを注文したのなら、「あなた」はパスタ一皿に法外な金額を払わされることになるだろう。
自分自身の満足と、友人たちの福利のどちらを重視するか?

## 心理学的な観点
心理学的には、ゲームのような状況に立たされた場合、「自分1人が高額のステーキを頼んだところで、みんなで分担して支払うのだから、1人1人の負担は小さいだろう」、あるいは「自分だけが安いパスタを頼んでしまっては損をした気分だ。高額のステーキを選ぼう」という心理が各人に働く結果、全員が高額のステーキを頼み、全員分の飲食代が高くなるとされている。各人が自分の利益を優先して取った行動が、最終的に自分たち全員のコストを増大させるということである。
このような選択を行う理由として、行動経済学のプロスペクト理論などが説明に挙げられる。プロスペクト理論では、「人は利益を得る喜びよりも、損する苦痛の方が2倍以上強い」とされており、損をしない選択をしたつもりが、結果的には損をしていることになっている。

## 参考書籍
- Natalie S. Glance and Bernardo A. Huberman. “The dynamics of social dilemmas”. サイエンティフィック・アメリカン 270 (No.3(MARCH 1994)):  76-81.